# Paige Satchell
Paige Therese Satchell (Rotorua, 13 aprile 1998) è una calciatrice neozelandese, centrocampista del London City Lionesses e della nazionale neozelandese.

## Carriera

### Club
Nata a Rotorua, in Nuova Zelanda, inizia a giocare a calcio all'età di 5 anni.
Nel 2007 all'età di 7 anni inizia a giocare con il Ngongotaha, giocando per cinque stagioni fino al 2013.
Nel 2014 si trasferisce al Roturua United. Nel 2015 si trasferisce al Three Kings United, per promuovere la sua carriera calcistica, rimanendovi per tre stagioni e mettendosi in luce attirando l'attenzione della Federcalcio neozelandese.
Il 17 aprile 2019 Satchell firma il suo primo contratto da professionista, accordandosi con il Sand per giocare nel campionato tedesco femminile di calcio per la stagione 2019-2020. A disposizione del tecnico Sascha Glass, fa il suo esordio in Frauen-Bundesliga, massimo livello del campionato tedesco, il 18 agosto 2019, alla 1ª giornata di campionato, rilevando all'87 Viktoria Pinther nell'incontro perso in trasferta per 1-0 con il Wolfsburg. Nel corso del campionato Glass la impiega saltuariamente, mai da titolare, maturando comunque 10 presenze.
Nel novembre 2020 Satchell si trasferisce alle australiane del Canberra United, per disputare il campionato 2020-2021 di W-League.

### Nazionale
Riceve la sua prima convocazione nell'under-17 neozelandese nel 2014 in occasione del Campionato mondiale femminile Under 17 di calcio 2014 in Costa Rica. Nel 2016 viene convocata con l'under-20 in occasione del Campionato mondiale femminile Under 20 di calcio 2016.
Nello stesso anno riceve la sua prima convocazione in nazionale maggiore in occasione di alcune amichevoli e dei Giochi della XXXI Olimpiade.
Nel dicembre 2016 sigla la sua prima tripletta in nazionale contro la Thailandia.
Il 23 aprile 2019 viene inserita da Tom Sermanni nella lista delle convocate per il Campionato mondiale femminile di calcio 2019.

## Palmarès

### Nazionale
- Campionato oceaniano femminile: 1

2018
- Campionato oceaniano u-20 femminile: 1

2015